# Gran Premio d'Olanda 1970
Il Gran Premio d'Olanda 1970, XIX Grote Prijs van Nederland di Formula 1 e quinta gara del campionato di Formula 1 del 1970, si è svolto il 21 giugno sul circuito di Zandvoort ed è stato vinto da Jochen Rindt su Lotus-Ford Cosworth.
La gara fu segnata dall'incidente mortale del britannico Piers Courage, il quale perse il controllo della sua De Tomaso mentre percorreva ad alta velocità la Tunnel Oost. Courage si schiantò contro il terrapieno e la vettura si divise in due, la benzina fuoriuscita prese subito fuoco avvolgendo la monoposto e il pilota stesso, probabilmente già morto a causa dell'urto violento. I commissari lungo quel tratto di pista, senza estintori non riuscirono a spegnere l'incendio né a comunicare con l'organizzazione e i colleghi dotati di estintori perché i cavi telefonici furono tranciati con l'incidente. Si dovette così sotterrare con la sabbia la vettura e il pilota ancora al suo interno. La corsa continuò senza che l'organizzazione dell'evento venisse a sapere della morte del pilota se non a fine Gran Premio.

## Qualifiche
| Pos | No | Pilota               | Costruttore        | Squadra                           | Tempo   | Gap   |
| --- | -- | -------------------- | ------------------ | --------------------------------- | ------- | ----- |
| 1   | 10 | Jochen Rindt         | Lotus-Ford         | Gold Leaf Team Lotus              | 1:18.30 |       |
| 2   | 5  | Jackie Stewart       | March-Ford         | Tyrrell Racing Organisation       | 1:18.73 | +0.43 |
| 3   | 25 | Jacky Ickx           | Ferrari            | Scuderia Ferrari SpA SEFAC        | 1:18.93 | +0.63 |
| 4   | 8  | Chris Amon           | March-Ford         | March Engineering                 | 1:19.25 | +0.95 |
| 5   | 2  | Jackie Oliver        | BRM                | Yardley Team BRM                  | 1:19.30 | +1.00 |
| 6   | 26 | Clay Regazzoni       | Ferrari            | Scuderia Ferrari SpA SEFAC        | 1:19.48 | +1.18 |
| 7   | 1  | Pedro Rodríguez      | BRM                | Yardley Team BRM                  | 1:20.07 | +1.77 |
| 8   | 12 | John Miles           | Lotus-Ford         | Gold Leaf Team Lotus              | 1:20.24 | +1.94 |
| 9   | 4  | Piers Courage        | De Tomaso-Ford     | Frank Williams Racing Cars        | 1:20.32 | +2.02 |
| 10  | 23 | Jean-Pierre Beltoise | Matra              | Equipe Matra Elf                  | 1:20.38 | +2.08 |
| 11  | 20 | Peter Gethin         | McLaren-Ford       | Bruce McLaren Motor Racing        | 1:20.41 | +2.11 |
| 12  | 18 | Jack Brabham         | Brabham-Ford       | Motor Racing Developments Ltd     | 1:20.76 | +2.46 |
| 13  | 24 | Henri Pescarolo      | Matra              | Equipe Matra Elf                  | 1:20.89 | +2.59 |
| 14  | 16 | John Surtees         | McLaren-Ford       | Team Surtees                      | 1:21.18 | +2.88 |
| 15  | 6  | François Cevert      | March-Ford         | Tyrrell Racing Organisation       | 1:21.18 | +2.88 |
| 16  | 22 | Ronnie Peterson      | March-Ford         | Antique Automobiles Racing Team   | 1:21.24 | +2.94 |
| 17  | 9  | Jo Siffert           | March-Ford         | March Engineering                 | 1:21.27 | +2.97 |
| 18  | 3  | George Eaton         | BRM                | Yardley Team BRM                  | 1:21.35 | +3.05 |
| 19  | 32 | Dan Gurney           | McLaren-Ford       | Bruce McLaren Motor Racing        | 1:21.36 | +3.06 |
| 20  | 15 | Graham Hill          | Lotus-Ford         | Brooke Bond Oxo Racing/Rob Walker | 1:21.63 | +3.33 |
| DNQ | 21 | Andrea De Adamich    | McLaren-Alfa Romeo | Bruce McLaren Motor Racing        | 1:21.36 | +3.06 |
| DNQ | 19 | Rolf Stommelen       | Brabham-Ford       | Auto Motor Und Sport              | 1:22.34 | +4.04 |
| DNQ | 31 | Pete Lovely          | Lotus-Ford         | Pete Lovely Volkswagen Inc        | 1:23.37 | +5.07 |
| DNQ | 29 | Silvio Moser         | Bellasi-Ford       | Silvio Moser Racing Team          | 1:24.29 | +5.99 |

## Gara
| Pos | No | Pilota               | Costruttore    | Giri | Tempo/Ritiro      | Pos. Griglia | Punti |
| --- | -- | -------------------- | -------------- | ---- | ----------------- | ------------ | ----- |
| 1   | 10 | Jochen Rindt         | Lotus-Ford     | 80   | 1:50:43.4         | 1            | 9     |
| 2   | 5  | Jackie Stewart       | March-Ford     | 80   | + 30              | 2            | 6     |
| 3   | 25 | Jacky Ickx           | Ferrari        | 79   | + 1 Giro          | 3            | 4     |
| 4   | 26 | Clay Regazzoni       | Ferrari        | 79   | + 1 Giro          | 6            | 3     |
| 5   | 23 | Jean-Pierre Beltoise | Matra          | 79   | + 1 Giro          | 10           | 2     |
| 6   | 16 | John Surtees         | McLaren-Ford   | 79   | + 1 Giro          | 14           | 1     |
| 7   | 12 | John Miles           | Lotus-Ford     | 78   | + 2 Giri          | 8            |       |
| 8   | 24 | Henri Pescarolo      | Matra          | 78   | + 2 Giri          | 13           |       |
| 9   | 22 | Ronnie Peterson      | March-Ford     | 78   | + 2 Giri          | 16           |       |
| 10  | 1  | Pedro Rodríguez      | BRM            | 77   | + 3 Giri          | 7            |       |
| 11  | 18 | Jack Brabham         | Brabham-Ford   | 76   | + 4 Giri          | 12           |       |
| NC  | 15 | Graham Hill          | Lotus-Ford     | 71   | Non Classificato  | 20           |       |
| Ret | 6  | François Cevert      | March-Ford     | 31   | Motore            | 15           |       |
| Ret | 3  | George Eaton         | BRM            | 26   | Perdita d'olio    | 18           |       |
| Ret | 2  | Jackie Oliver        | BRM            | 23   | Motore            | 5            |       |
| Ret | 4  | Piers Courage        | De Tomaso-Ford | 22   | Incidente mortale | 9            |       |
| Ret | 9  | Jo Siffert           | March-Ford     | 22   | Motore            | 17           |       |
| Ret | 20 | Peter Gethin         | McLaren-Ford   | 18   | Incidente         | 11           |       |
| Ret | 32 | Dan Gurney           | McLaren-Ford   | 2    | Motore            | 19           |       |
| Ret | 8  | Chris Amon           | March-Ford     | 1    | Frizione          | 4            |       |

## Statistiche

### Piloti
- 3ª vittoria per Jochen Rindt
- 10° podio per Jochen Rindt
- 10° podio per Jacky Ickx
- 1º Gran Premio per Clay Regazzoni, Peter Gethin e François Cevert
- Ultimo Gran Premio per Piers Courage

### Costruttori
- 38° vittoria per la Lotus
- 1º Gran Premio per la Bellasi

### Motori
- 30° vittoria per il motore Ford Cosworth
- 30ª pole position per il motore Ford Cosworth

### Giri al comando
- Jacky Ickx (1-2)
- Jochen Rindt (3-80)

## Classifiche

### Piloti
| Pos. | Pilota               | Punti |
| ---- | -------------------- | ----- |
| 1    | Jackie Stewart       | 19    |
| 2    | Jochen Rindt         | 18    |
| 3    | Jack Brabham         | 15    |
| 4    | Pedro Rodríguez      | 10    |
| 5    | Denny Hulme          | 9     |
| 6    | Jean-Pierre Beltoise | 9     |
| 7    | Bruce McLaren        | 6     |
| 8    | Chris Amon           | 6     |
| 9    | Graham Hill          | 6     |
| 10   | Henri Pescarolo      | 5     |
| 11   | Mario Andretti       | 4     |
| 12   | Jacky Ickx           | 4     |
| 13   | Ignazio Giunti       | 3     |
| 14   | Clay Regazzoni       | 3     |
| 15   | John Miles           | 2     |
| 16   | Johnny Servoz-Gavin  | 2     |
| 17   | Rolf Stommelen       | 2     |
| 18   | John Surtees         | 1     |

### Costruttori
| Pos. | Team         | Punti |
| ---- | ------------ | ----- |
| 1    | March-Ford   | 25    |
| 2    | Lotus-Ford   | 23    |
| 3    | Brabham-Ford | 17    |
| 4    | McLaren-Ford | 16    |
| 5    | Matra        | 13    |
| 6    | BRM          | 10    |
| 7    | Ferrari      | 7     |